# Terragnolo
Terragnolo är en kommun i provinsen Trento i regionen Trentino-Sydtyrolen i Italien. Kommunen hade 709 invånare (2018).